# Dār Derafsh-e Ebrāhīm Beygī
Dār Derafsh-e Ebrāhīm Beygī (persiska: داردرفش ابراهیم بیگی) är en ort i Iran.   Den ligger i provinsen Kermanshah, i den västra delen av landet, 400 km väster om huvudstaden Teheran. Dār Derafsh-e Ebrāhīm Beygī ligger 1 317 meter över havet och antalet invånare är 130.
Terrängen runt Dār Derafsh-e Ebrāhīm Beygī är platt åt sydväst, men åt nordost är den kuperad.Runt Dār Derafsh-e Ebrāhīm Beygī är det ganska tätbefolkat, med 185 invånare per kvadratkilometer. Närmaste större samhälle är Kūzarān-e Sanjābī, 17,6 km väster om Dār Derafsh-e Ebrāhīm Beygī. Trakten runt Dār Derafsh-e Ebrāhīm Beygī består till största delen av jordbruksmark.